# 化学性质
化学性质是物质在化學反應中表现出来的特徵及性质。簡單來說，化學結構改變的就是。化学性质無法透過觀看物質來確認，若要確認物质的化学性质，需要改變其化學結構。當物质進行化學反應時，其化學性質會大幅改變，也就是化学变化。催化劑雖然在反應前後都存在，且特性不變，但催化性質一般仍視為是化学性质。
化学性质和物理性质不同，物理性质在不改變物質化學結構的情形下即可量測。不過在物理化学的領域，或是其他在化學和物理学之間的一些學科，區分物理性质及化學性质可能要依研究者的觀點而定。化学及物理的材料性质，可以視是随附性的，也就是比較非基本的性質。
化学性质常用在建立化學分類。化学性质也可用來識別未知的物質，將一物質純化，或進行二物質的分離。材料科学一般都會考慮材料的化学性质，以便使用在適當的場合。

## 例子
- 酸碱性
- 可燃性
- 氧化性
- 还原性
- 毒性
- 类药性
- 稳定性
- 燃烧热
- 生成焓
- 腐蝕性
- 附着性